# Vygaudas
Vygaudas ist ein litauischer männlicher Vorname, abgeleitet von vyd (iš-vydo, dt. ersah) + gaud- (dt. fangen). 

## Namensträger
- Vygaudas Ušackas (* 1964), Verwaltungsjurist und EU-Diplomat,  ehemaliger Politiker, litauischer Außenminister.